# Seznam cerkva v Sloveniji (W)
|  | Seznam cerkva: A B C Č D E F G H I J K L M N O P R S Š T U V W Z Ž |

## Wolfgang Regensburški
| Slika                     | Cerkev  | Naselje      | Župnija                          | Škofija |
| ------------------------- | ------- | ------------ | -------------------------------- | ------- |
| Klikni za spremembo slike | Volbenk | Goljevica    | Deskle                           | KP      |
| Klikni za spremembo slike | Bolfenk | Hrastje      | Limbuš                           | MB      |
| Klikni za spremembo slike | Bolfenk | Hudi Kot     | Ribnica na Pohorju               | MB      |
| Klikni za spremembo slike | Bolfenk | Jelovice     | Majšperk                         | MB      |
| Klikni za spremembo slike | Bolfenk | Kog          | Kog                              | MB      |
| Klikni za spremembo slike | Volbenk | Leše         | Prevalje                         | MB      |
| Klikni za spremembo slike | Volbenk | Na Logu      | Poljane nad Škofjo Loko          | LJ      |
| Klikni za spremembo slike | Bolfenk | Trnovska vas | Sv. Bolfenk v Slovenskih goricah | MB      |
| Klikni za spremembo slike | Volbenk | Volčje       | Bloke                            | LJ      |
| Klikni za spremembo slike | Volbenk | Zelše        | Cerknica                         | LJ      |